# 스텔스 헬리콥터

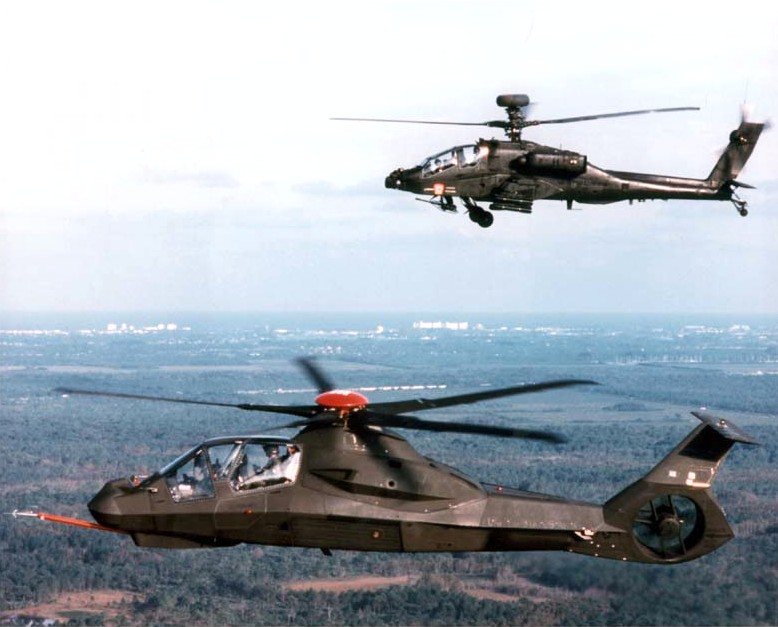
스텔스 RAH-66 코만치 (전경)가 비스텔스 AH-64 아파치 (배경)와 편대 비행 중인 모습

스텔스 헬리콥터(stealth helicopter)는 적의 탐지 능력을 감소시키기 위해 스텔스 기술을 통합한 헬리콥터이다. 이러한 탐지 가능성 감소를 달성하기 위해 다양한 기술이 사용되며, 이는 주로 소음, 레이더, 적외선 등 회전익 항공기가 일반적으로 생성하는 여러 가지 신호의 감소를 포함한다.
여러 면에서 헬리콥터는 고정익 항공기보다 스텔스 기술에 덜 적합하다. 한 가지 예는 로터 블레이드인데, 이는 엄청난 소음을 발생시킬 뿐만 아니라 강한 레이더 신호를 낼 수도 있다. 그러나 소음을 크게 줄일 수 있는 블레이드 디자인이 개발되었으며, 이는 헬리콥터의 비밀 작전에 항상 주요 문제였다. 수많은 헬리콥터는 레이더 반사 면적(RCS)을 줄이기 위해 윤곽이 잡힌 동체를 통합했으며, 특정 재료로 회전익 항공기의 구성 요소를 제작하는 것도 레이더 가시성을 최소화하는 또 다른 방법이다.
일부 국가에서는 1970년대 이후 제한된 범위에서 이러한 회전익 항공기를 작전에 사용한 것으로 알려져 있다. 베트남 전쟁 중 중앙정보국 (CIA)은 개조된 휴스 500P를 사용했다. 다양한 헬리콥터에는 적외선 유도 무기에 대한 취약성을 줄이기 위해 적외선 배기 억제기가 장착되었다. 공격 헬리콥터인 CAIC WZ-10, 유로콥터 타이거, HAL 프라찬드 등은 생존성을 높이기 위해 수많은 존재 감소 기술을 설계에 통합했다. 2011년 5월 오사마 빈라덴의 은신처 급습에는 두 대의 UH-60 블랙 호크로 보이는 헬리콥터가 사용되었는데, 이들은 더 조용한 작전을 위해 크게 개조되었고 레이더에 덜 보이도록 스텔스 기술을 사용했다. 또한, 다양한 국가들은 자체적인 스텔스 헬리콥터를 도입하겠다는 야망을 표명했다.

## 역사

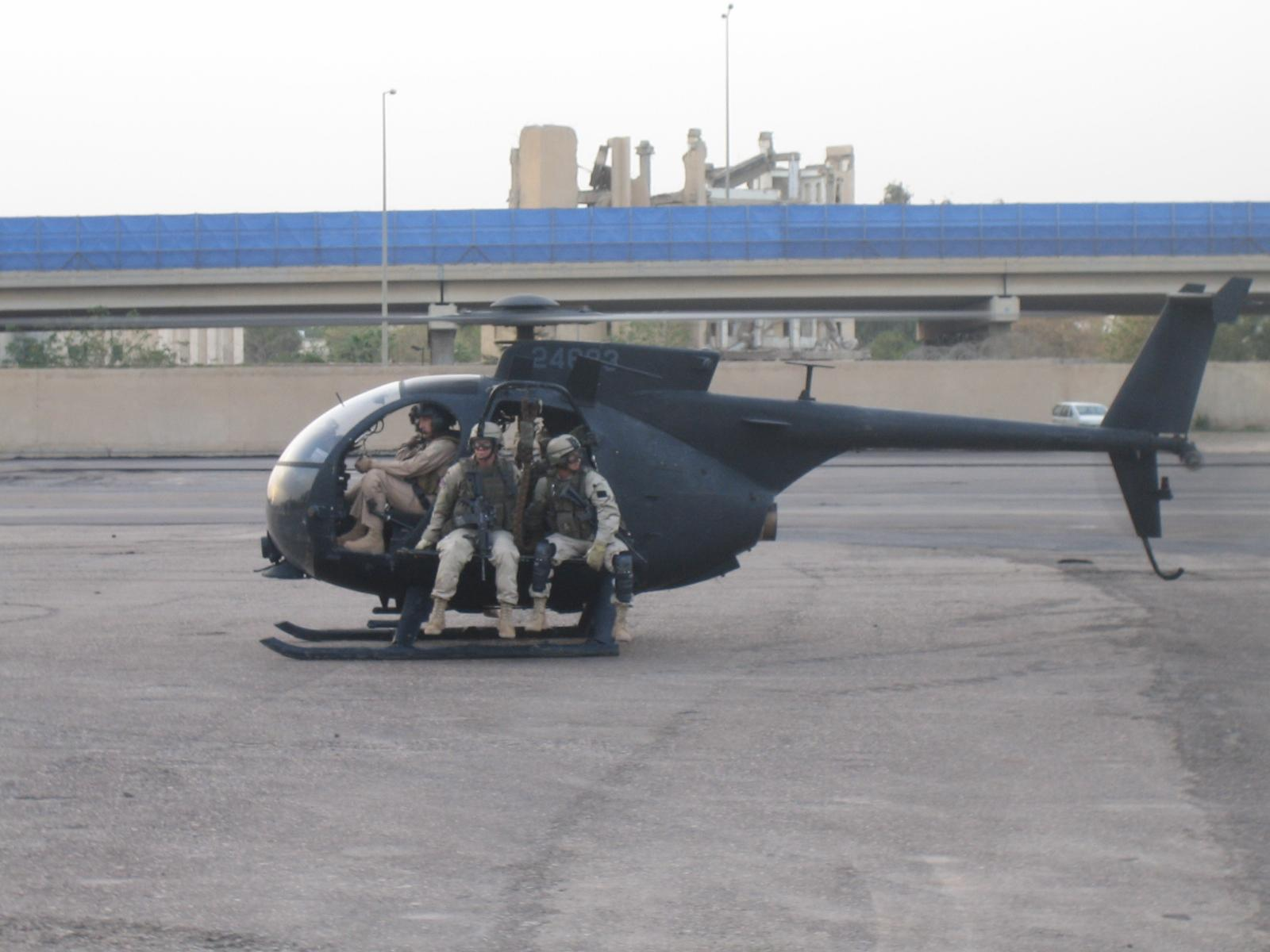
휴스 500P와 유사한 OH-6 카이유스

저피탐 특성을 가진 헬리콥터 개발 노력은 냉전 시대에 시작되었다. 이 시기에 여러 가지 스텔스 헬리콥터가 처음 등장했다. 중앙정보국 (CIA)도 이러한 회전익 항공기를 찾던 당사자 중 하나였다. 1970년대 초, 단 한 대의 개조된 휴스 500P가 중앙정보국을 위해 제작되었다. 이 헬리콥터는 소음 감소 운용 능력을 가지고 있었고, 이로 인해 "조용한 한 대"라는 별명을 얻었다. CIA는 베트남 전쟁 중에 도청 장치를 배치하기 위해 적어도 한 번 이상의 작전에서 이 헬리콥터를 사용한 것으로 알려져 있다.
이러한 헬리콥터는 여러 군사 기획자들에게 유리하게 여겨졌다. 미국 육군은 항공정찰 임무를 위한 스텔스 헬리콥터를 개발하려고 했다. 1996년부터 2004년까지 RAH-66 코만치 개발 작업은 생산을 목표로 시제품 단계에 들어섰다. 그러나 코만치 프로그램은 결국 증가하는 비용과 경험했던 상당한 기술적 문제로 인해 취소되었다. 그러나 다른 노력은 계속되었다. 여러 대의 시코르스키 UH-60 블랙 호크가 스텔스 기술로 장비된 것으로 알려져 있다. 이러한 기능에는 특수 재료의 사용과 함께 외피 전체에 걸쳐 수많은 날카로운 각도와 평평한 표면이 포함된 것으로 보고되었으며, 이는 이전에 다른 스텔스기에 적용되었던 기술이다.

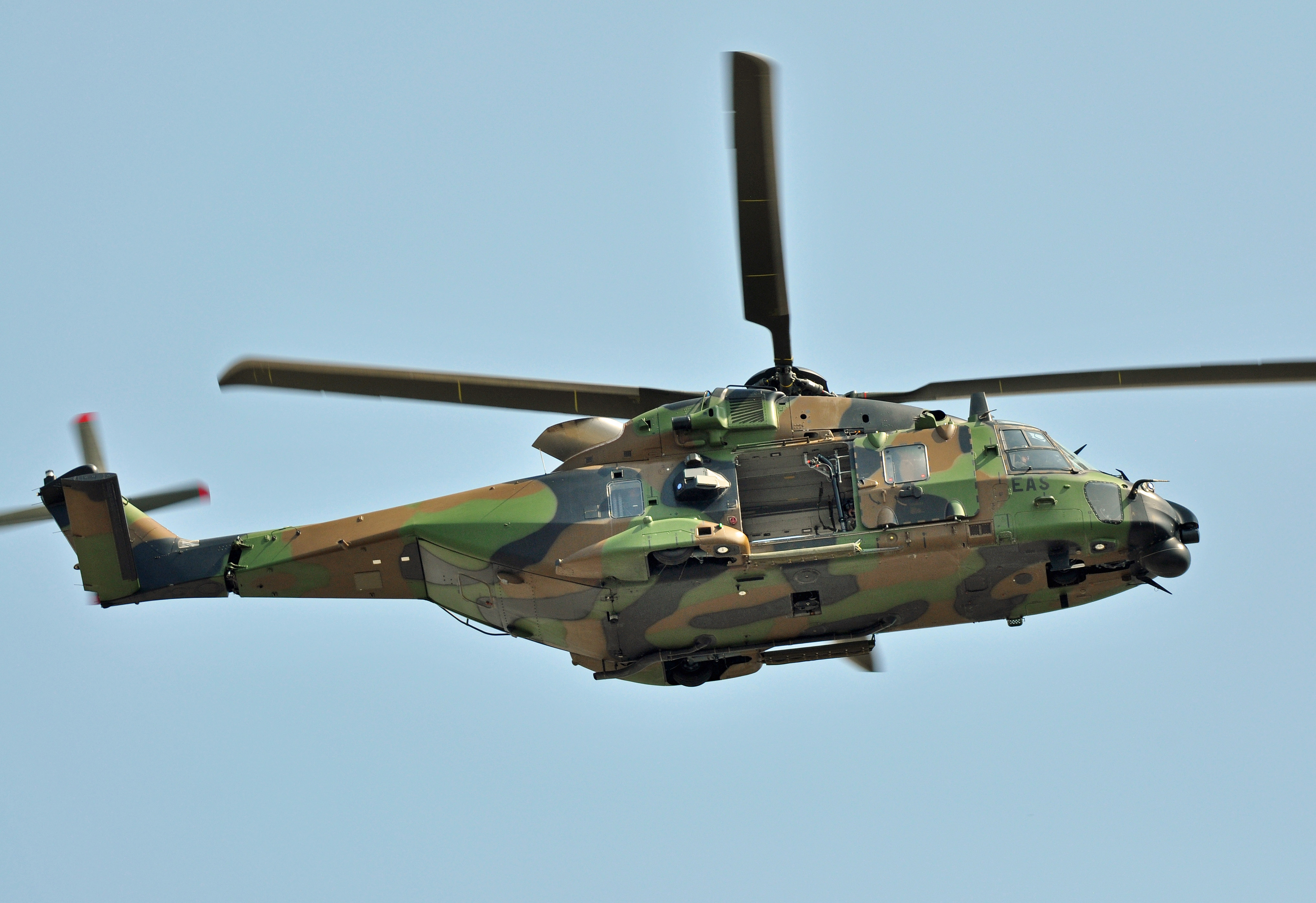
프랑스 육군의 NH인더스트리스 NH90

다른 여러 국가들도 스텔스 헬리콥터 기술에 공을 들였다. 1980년대에 영국 회사 웨스틀랜드 헬리콥터스는 스텔스 공격 헬리콥터 개발을 위한 최고 기밀 연구 프로그램을 수행했다. 웨스틀랜드 링스를 기반으로 한 이 제안된 설계는 내부적으로 WG 47로 지정되었다. 이 구성은 내부 무기 격납실이 있는 다면체 동체, 경사진 이중 테일 로터, 그리고 엔진, 환경 및 냉각 시스템 배기가스를 측면 배출 적외선 억제기로 유도하는 것을 포함했다. 이 헬리콥터는 탠덤 조종석을 특징으로 했으며, 조종석 유리는 수평선 방향으로의 광학적 섬광을 제거하기 위해 의도적으로 바깥쪽으로 기울어져 있었다. 이 프로그램은 1987년에 종료되었다.
웨스틀랜드의 스텔스 헬리콥터 연구는 이후 다른 프로그램에도 영향을 미쳤다. NH인더스트리스 NH90은 동체 설계에 스텔스 프로파일링 기술을 적용함으로써 이러한 혜택을 받은 예 중 하나이다. 웨스틀랜드 링스의 고급 개발 버전인 아구스타웨스틀랜드 AW159도 적외선 배기 억제기 등 여러 스텔스 기능을 통합했다. 이러한 장치들은 아구스타웨스틀랜드 아파치를 포함하여 이 회사의 다른 플랫폼에도 설치되었다. 이러한 조치들은 미사일 경고 센서 및 대책 분배기를 포함하는 방어 보조 시스템의 효과를 높인다.

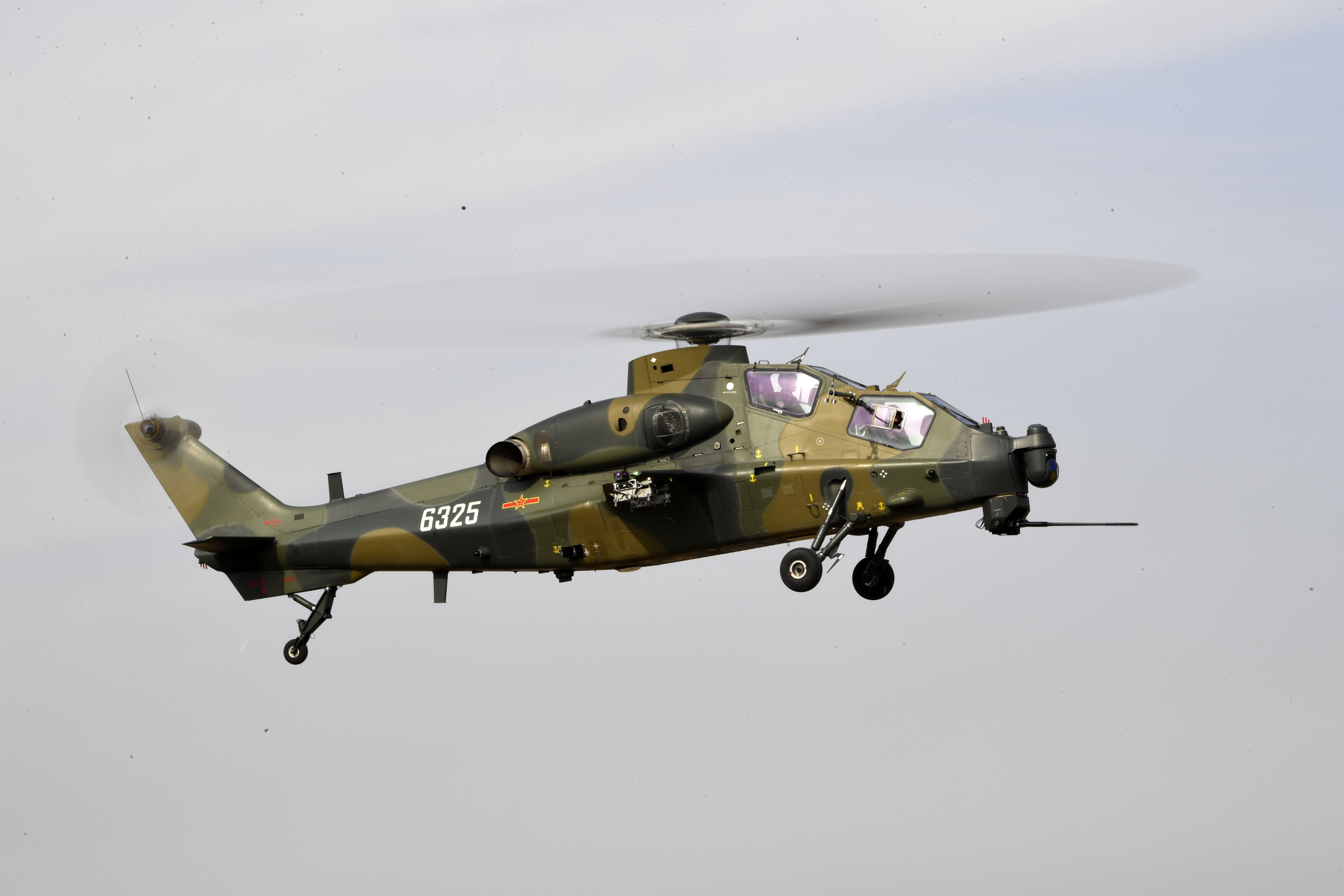
중국인민해방군 공군 Z-10K, 마름모꼴 동체가 경사진 상하부와 통합된 모습

1990년대, 중국항공공업집단공사(AVIC)의 602 항공기 설계 연구소와 카모프 설계국은 스텔스 특성을 통합하도록 설계된 CAIC WZ-10 헬리콥터를 공동 개발했다. 기체는 날씬한 마름모 모양을 특징으로 하며, 상하부가 안쪽으로 기울어져 스터브 날개와 테일 붐과 합쳐져 독특한 융기선을 형성하여 헬리콥터의 전방 프로파일과 레이더 반사 면적(RCS)을 줄이는 것을 목표로 한다. 레이더 흡수 물질은 레이더 반사를 줄이기 위해 동체에 적용된다. Z-10의 엔진 시스템은 호버 적외선 억제 시스템(HIRSS)을 장착하여 엔진 배기가스를 찬 공기와 혼합하여 헬리콥터의 적외선 특성을 줄인다. 이후 Z-10의 양산형은 엔진 노즐을 측면 방향에서 위쪽 방향으로 변경하여 열 방출로 인한 신호를 더욱 줄였다. Z-10 외에도 유로콥터 AS365 도팽에서 파생된 하얼빈 Z-19 공격 헬리콥터도 생존성을 높이기 위해 여러 스텔스 기능을 통합한 것으로 알려져 있다. 2013년에는 중국이 오사마 빈라덴 급습에서 얻은 지식을 바탕으로 자체 스텔스 헬리콥터를 역설계했다는 소문이 돌았다. 중국은 스텔스 헬리콥터 잔해에 접근한 적이 없다고 강력히 부인했다. 2015년 후반에는 스텔스 특성을 가진 새로운 중국 공격 헬리콥터가 적극적으로 개발되고 있다는 보도가 나왔다.
2011년 5월 1일 오사마 빈라덴의 은신처 급습에 사용된 UH-60 블랙 호크 중 한 대 이상이 스텔스 기술을 탑재한 것으로 추정된다. 급습 전에는 이러한 헬리콥터의 존재가 알려지지 않았다. 급습 중 UH-60 중 한 대가 추락하여 잔해가 수거되어 여러 당국에 의해 연구되었고, 이 유형의 존재가 대중에 공개되었다. 이 헬리콥터의 가장 주목할 만한 특징은 기수, 엔진과 주 변속기가 위치한 "도그하우스", 그리고 엔진 흡기구와 배기구에 대한 극심한 개조이다. 또한 크게 개조된 로터 허브도 가지고 있다. 이러한 모든 특징은 특히 전방 반구 측면에서 레이더 신호를 줄이기 위해 설계된 것으로 보인다. 전 국방부 고위 정책 분석가인 F. 마이클 말루프에 따르면, 동일한 스텔스 UH-60이 이스라엘에 공급되어 이란 내부의 정보 수집 임무에 사용되었다.

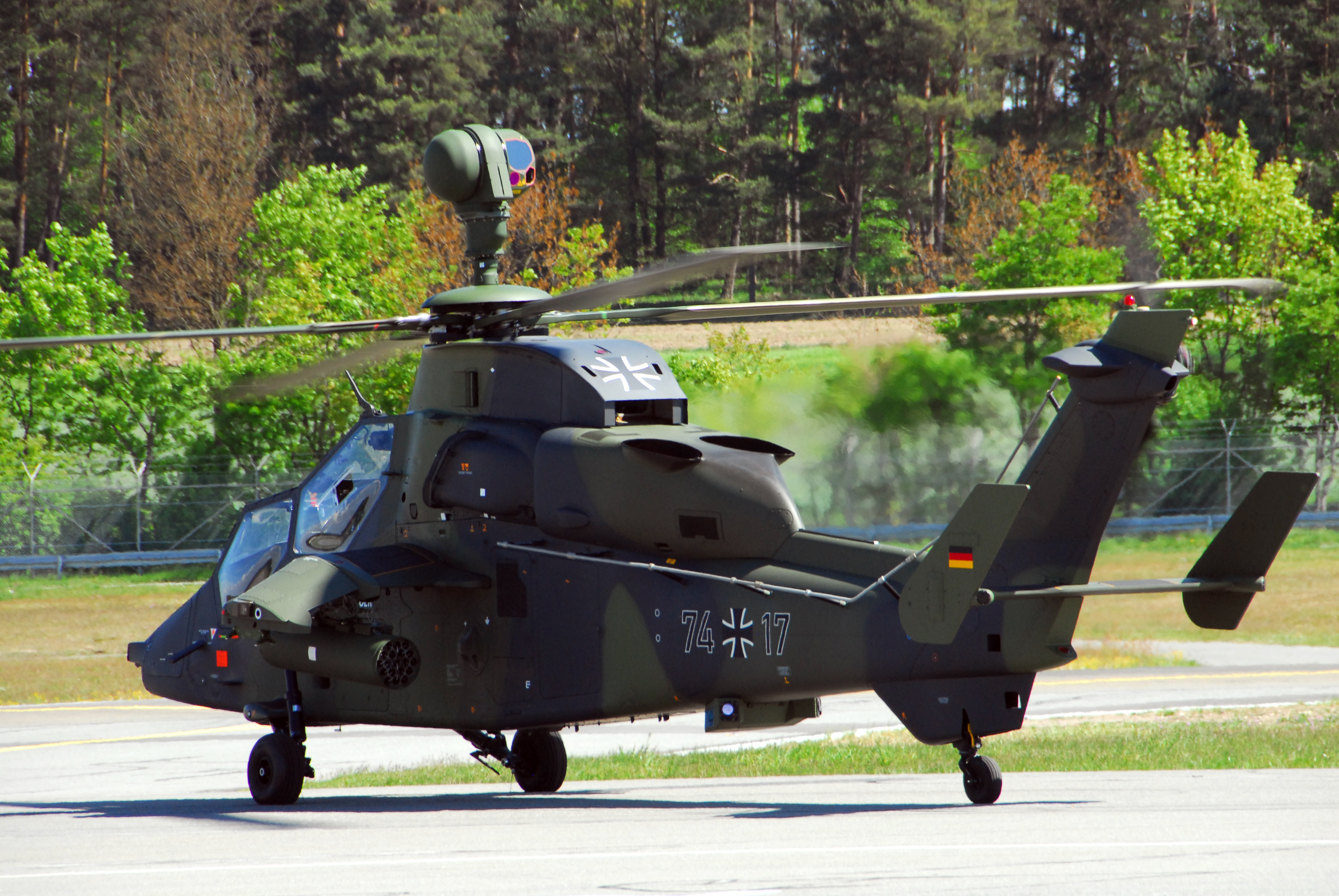
그라펜뵈어 육군 비행장에 있는 독일 유로콥터 타이거

HAL 프라찬드와 유로콥터 타이거를 포함한 여러 생산 헬리콥터는 존재 감소 조치 또는 "스텔스" 기능을 가지고 있는 것으로 알려져 있다. 기체에 첨단 복합 재료를 사용하는 것은 일반적으로 항공기의 레이더 반사 면적(RCS) 감소로 이어졌다. 유로콥터 타이거의 경우, 최소한의 시각적, 레이더, 적외선 및 음향 신호를 가지도록 설계에 여러 조치가 통합되어 타이거의 전장 생존성을 향상시킨다. HAL의 프라찬드 (LCH)는 디지털 위장 시스템, 엔진 배기구에 장착된 적외선 (IR) 억제기, 그리고 레이더 반사 면적(RCS)을 최소화하기 위해 기울어진 평면 패널로 덮인 외피를 특징으로 한다. 이 헬리콥터는 힌지 없는 주 로터와 베어링 없는 테일 로터를 포함하는 통합 동적 시스템을 갖추고 있으며, 이는 진동을 감쇠시키기 위해 공명 방지 격리 시스템과 함께 작동한다.

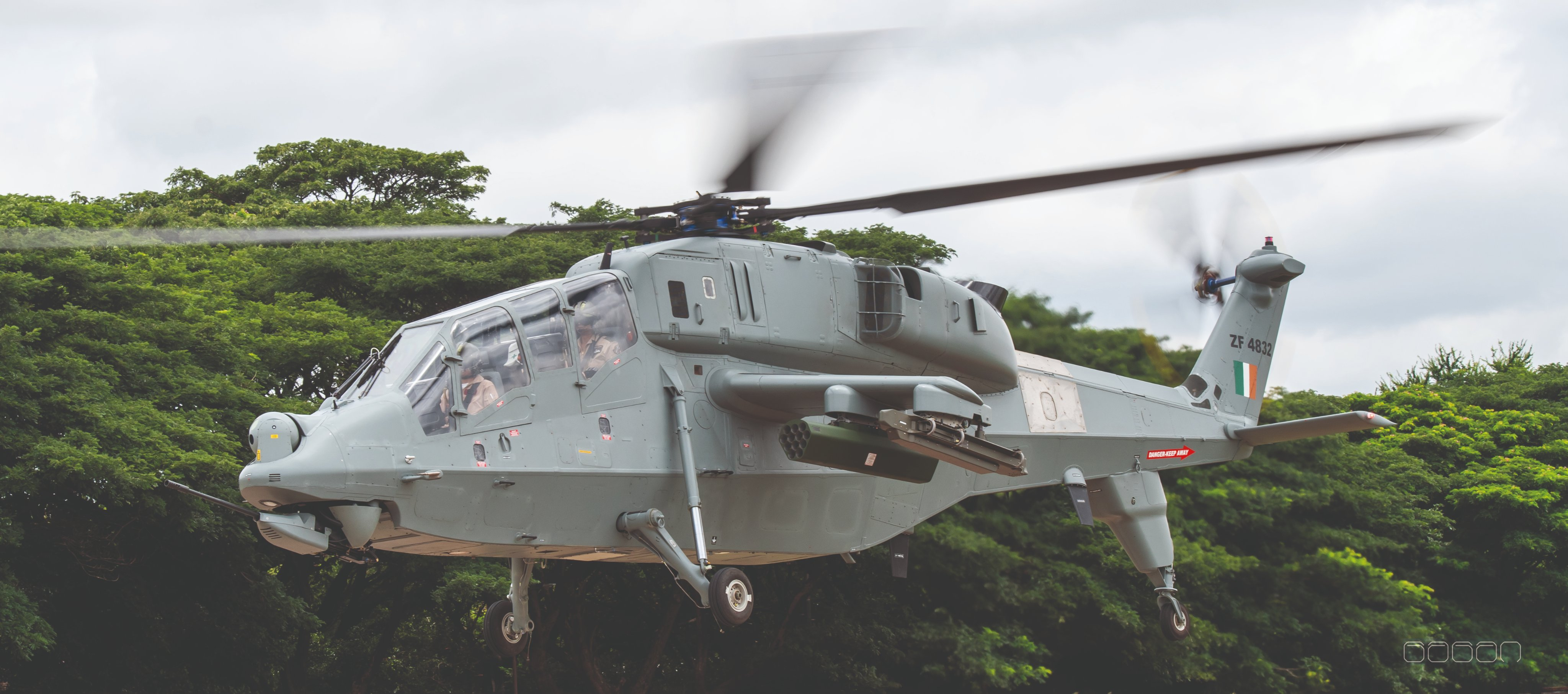
비행 중인 인도 공군 HAL 프라찬드 (LCH)

벨 360 인빅투스는 미국 육군의 미래 공격 정찰기 프로그램(FARA)에 제안되고 있는 정찰 및 공격 헬리콥터이다. 현재 개발 중이며 부드럽고 둥근 동체, 단일 로터, 후방 테일 로터 및 내부 무기 격납실을 통합하여 레이더 신호를 줄이는 것을 목표로 한다. 360의 스텔스 속성의 정확한 정도는 보안상의 이유로 알 수 없지만, 보이는 외부 형태와 내부 무기 격납실은 레이더 신호 감소 능력을 보여주는 것으로 보인다.
2018년 10월, 아직 이름이 공개되지 않은 미래형 카모프 헬리콥터의 유출된 이미지가 온라인에 나타났는데, 이는 스텔스 기능을 가지고 있었다. 이 영상은 러시아 관계자들 앞에서 카모프 설계국의 수석 디자이너인 세르게이 미헤예프가 주재한 회의에서 공개되었다. 이 헬리콥터의 RCS를 줄이고 탐지를 피하기 위해 사용된 스텔스 기술에는 내부 무기 격납실 외에도 적외선 열 억제 시스템과 다양한 스텔스 동체 윤곽 구조가 포함된다. 그 이후로 대안적인 설계 제안이 나왔는데, 하나는 파격적인 카나드 구성을 활용하여 뛰어난 기동성과 높은 최고 속도, 그리고 스텔스 기능을 갖춘 것으로 알려졌다.

## 같이 보기
- 블랙 헬리콥터
- 무인 항공기

### 인용
1. ↑  Richardson 2001, p. 49.
2. ↑  Nusca, Andrew. "Silent rotor blades could lead to true stealth helicopters." SmartPlanet, 2 March 2010. Retrieved: 6 May 2011.
3. ↑  Axe, David  "Aviation Geeks Scramble to ID bin Laden Raid’s Mystery Copter." Wired, 4 May 2011. Retrieved: 9 May 2011. Note: Axe quotes a military blog by Bill Tuttle, aviation technician and consultant.
4. 1 2  Geoghegan, Tom and Sarah Shenker. "Stealth helicopters used in Bin Laden raid." BBC News, 5 May 2011. Retrieved: 7 May 2011.
5. ↑  Than, Ker. "Top Secret Copter Used in Osama bin Laden Raid, Experts Say." TechNewsDaily, 6 May 2011. Retrieved: 7 May 2011.
6. ↑  Dartford 2004, p. 26.
7. ↑  Singer 2009, p. 206.
8. ↑  Chiles, James R. "Air America's Black Helicopter." Air & Space Smithsonian, February–March 2008, pp. 62–70. ISSN 0886-2257. Retrieved: 6 May 2011.
9. 1 2  Ross, Brian, Rhonda Schwartz, Lee Ferran and Avni Patel. "Top Secret Stealth Helicopter Program Revealed in Osama Bin Laden Raid: Experts." ABC World News. 4 May 2011.
10. 1 2 3 4  Graham, Jeremy (2018년 1월 16일). “EXCLUSIVE – 1980s UK secret stealth attack helicopter project revealed”. aerosociety.com.
11. ↑  Drwiega, Andrew. "Is the AW159 Lynx Wildcat Wild Enough?." 보관됨 8 4월 2014 - 웨이백 머신 Aviation Today, 1 April 2012.
12. 1 2  Hoyle, Craig. "Pictures: UK's Future Lynx programme moves into manufacturing phase" 보관됨 1 7월 2016 - 웨이백 머신. Flight International, 9 October 2007.
13. ↑  Gady, Franz-Stefan (2020년 2월 26일). “China Unveils Latest Z-10 Attack Helicopter Variant”. 《The Diplomat》.
14. 1 2  “晴空霹雳，东方烈火：武直-10”. 《EET China》. 2022년 12월 27일.
15. ↑  “揭秘直-10武装直升机”. 《China Youth Daily》. 2018년 10월 25일.
16. ↑  “深度：解析中国自研攻击直升机 为何比歼10还要保密”. 《Sina News》. 2016년 4월 20일.
17. ↑  Rupprecht, Andreas (2020년 12월 9일). “More details emerge on upgraded Z-10 helicopter variant”. 《janes》.
18. ↑  Roblin, Sebastien (2019년 8월 3일). “China's Z-19 'Black Whirlwind' Helicopter is China's Comanche (But it Might Have a Fatal Flaw)”. nationalinterest.org.
19. ↑  Cenciotti, David (2013년 9월 3일). “Mysterious Chinese Helicopter Emerges That Resembles The One Used In Bin Laden Raid”. businessinsider.com.
20. ↑  “China Denies Stealth Access”. thediplomat.com. 2011년 8월 18일.
21. ↑  “China developing new attack helicopter with stealth abilities”. Reuters. 2015년 9월 11일.
22. ↑  Naylor, Sean D. and Marcus Weisgerber. "Army mission helicopter was secret, stealth Black Hawk." Army Times, 4 May 2011. Retrieved: 7 May 2011.
23. ↑  Gunner, Jerry. "Just what was the mystery US stealth-copter?" Key Publishing, 5 May 2011. 보관됨 14 3월 2012 - 웨이백 머신
24. ↑  Sweetman, Bill. "Bin Laden Raid Crash Helo Reveals Stealth". Aviation Week, 6 May 2011. Retrieved: 8 May 2011.
25. ↑  Trimble, Stephen. "Pakistan raid reveals US Army’s helicopter secret". Flight International, 6 May 2011. Retrieved: 8 May 2011.보관됨 9 5월 2011 - 웨이백 머신
26. ↑  Rogoway, Joseph Trevithick and Tyler (2020년 8월 4일). “This Is The First Photo Ever Of A Stealthy Black Hawk Helicopter”. 《The Drive》 (영어). 2022년 10월 31일에 확인함.
27. ↑  Cenciotti, David (2019년 11월 29일). “The Story Of The "Famous" Renderings Of The Secretive Stealth Black Hawk revealed by the Osama Bin Laden raid”. theaviationist.com.
28. ↑  “Aero India | Event Coverage From Flightglobal | flightglobal.com”. flightglobal.com. 2016년 9월 7일에 확인함.
29. ↑  Moxon 1995, p. 103.
30. ↑  "Tiger – Technology." Eurocopter, Retrieved: 17 February 2013. 보관됨 9 2월 2013 - 웨이백 머신
31. ↑  “Indian Light Combat Helicopter TD-2 successfully tested by HAL | - Defence Aviation”. defenceaviation.com. 2011년 6월 28일. 2011년 7월 5일에 원본 문서에서 보존된 문서. 2016년 9월 7일에 확인함.
32. ↑  Osborn, Kris. “Bell Unveils Sleek, Stealthy New Attack-Recon Helicopter”. 《Warrior Maven: Center for Military Modernization》 (영어). 2022년 10월 31일에 확인함.
33. ↑  Huber, Mark. “Russia Working On 378-knot Compound Helicopter”. 《Aviation International News》.
34. ↑  Larson, Caleb (2020년 4월 24일). “Could This Be Russia's New Stealth Helicopter?”. nationalinterest.org.

### 참고 자료
- Dartford, Mark. Helicopters (Military Hardware in Action). Minneapolis, MN: Lerner Publishing Group, 2004. ISBN 978-0-8225-4707-5.
- Richardson, Doug. Stealth Warplanes. Minneapolis, MN: Zenith Press, 2001. ISBN 978-0-7603-1051-9.
- Singer, P. W. Wired for War: The Robotics Revolution and Conflict in the 21st Century. New York: Penguin, 2009. ISBN 0-14-311684-3.